# Ruwaard van Putten Ziekenhuis

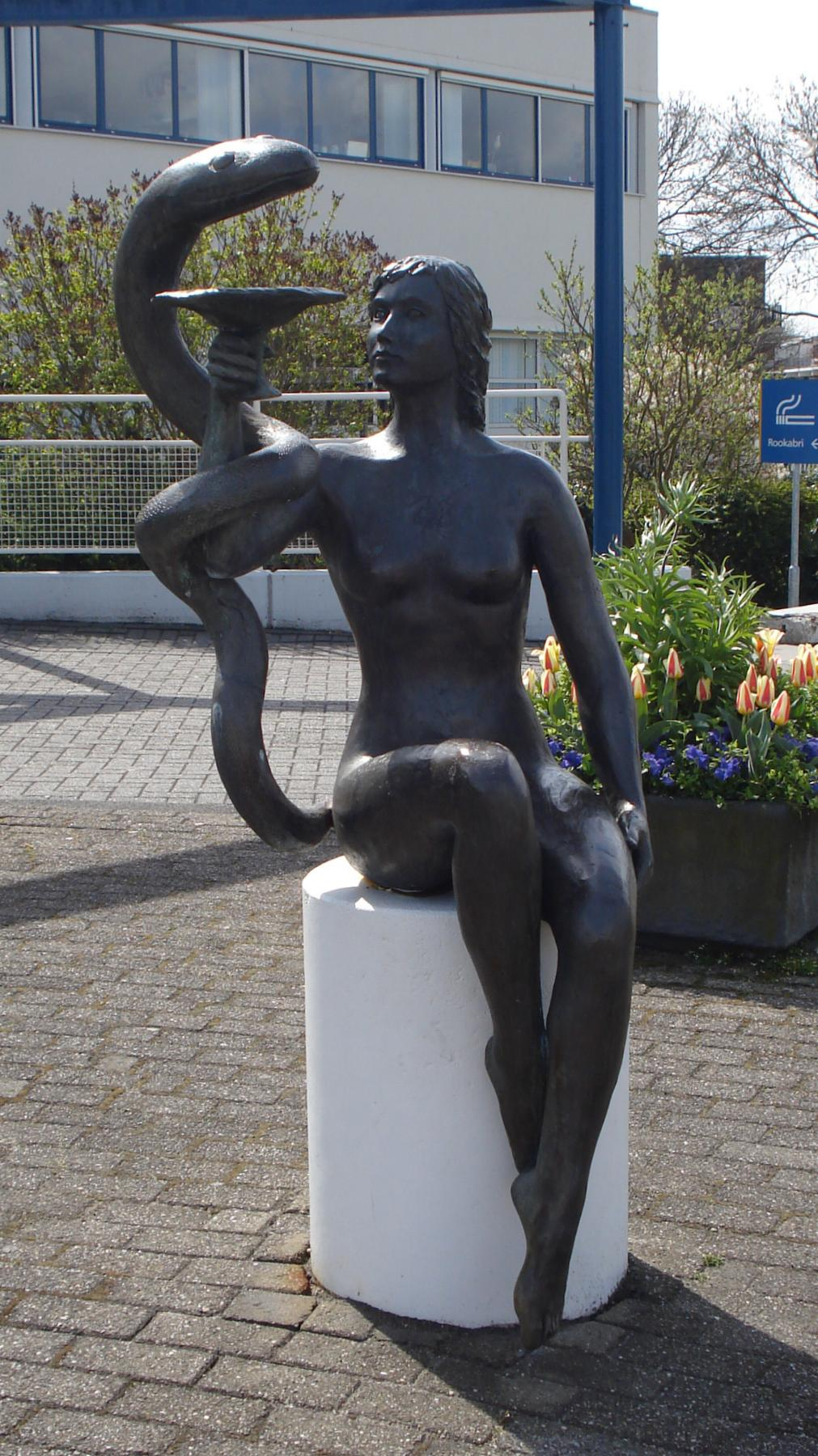
Beeld van Hygieia voor het ziekenhuis

Het Ruwaard van Putten Ziekenhuis was een ziekenhuis in de Nederlandse plaats Spijkenisse.
Het ziekenhuis werd in juni 1990 geopend en kwam voort uit drie Rotterdamse ziekenhuizen; het Van Dam Bethesda Ziekenhuis, het Bergwegziekenhuis en het Eudokiaziekenhuis. 
In 2010 kwam het ziekenhuis in opspraak nadat de afdeling cardiologie een relatief hoog sterftecijfer had. De  Inspectie voor de Gezondheidszorg sloot vervolgens de afdeling cardiologie in november 2012, in eerste instantie voor een week, maar met een latere verlenging.
Het ziekenhuis kampte een jaar later met financiële problemen en werd op 24 juni 2013 failliet verklaard. Op 28 oktober 2014 ontvingen drie cardiologen een berisping van het Medisch Tuchtcollege. Zij waren toen al niet meer werkzaam in het ziekenhuis. Op 29 oktober 2014 kondigde IGZ op haar website aan hoger beroep in te stellen.
Het ziekenhuis is door drie andere ziekenhuizen, namelijk het Maastad, Ikazia en het Van Weel Bethesda, overgenomen. Het nieuwe ziekenhuis heet Spijkenisse Medisch Centrum.

## Externe link

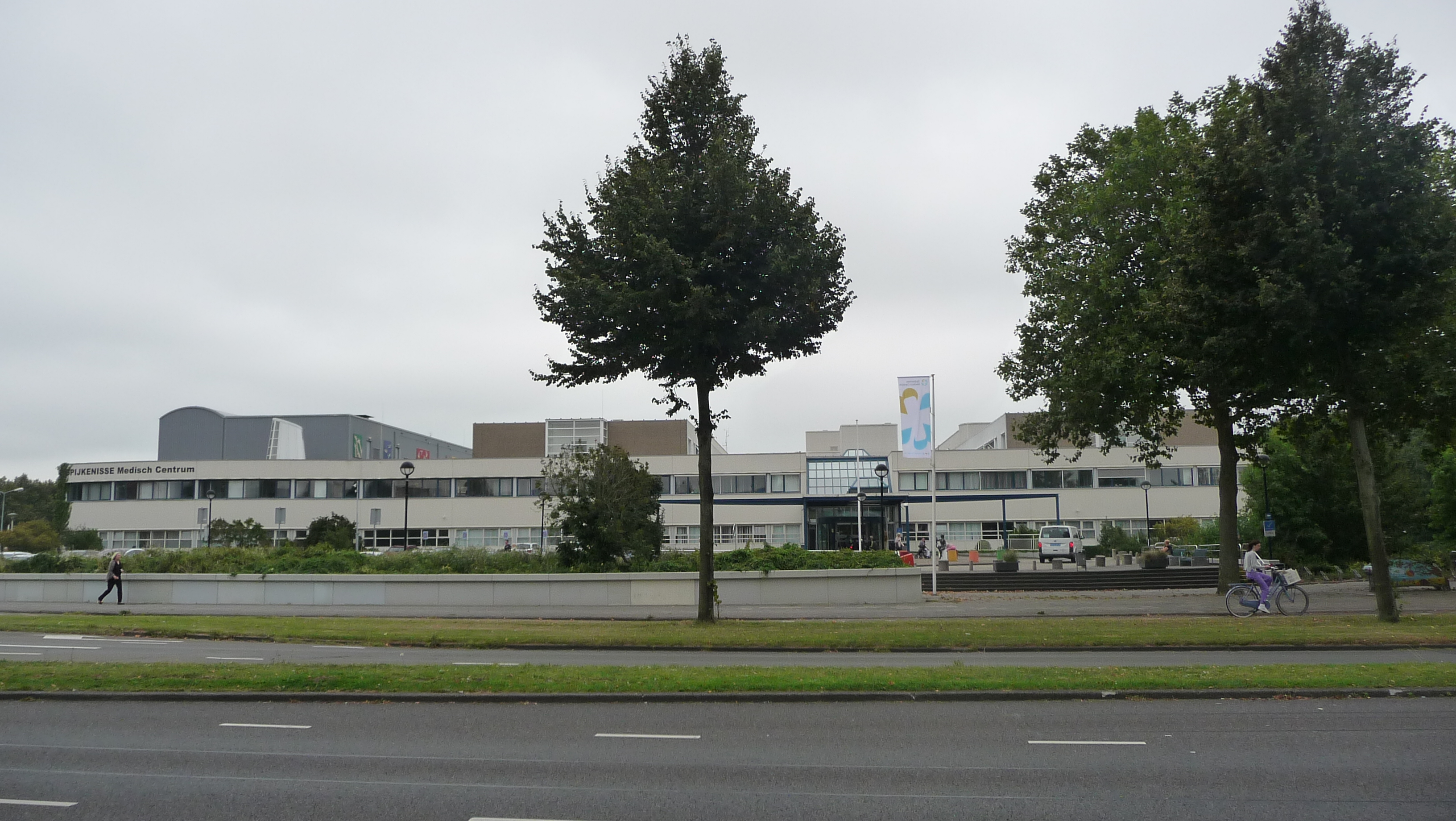
Spijkenisse Medisch Centrum in 2021